# 오울루주

오울루주의 문장

오울루주의 위치

오울루주(핀란드어: Oulun lääni)는 1997년부터 2010년까지 핀란드에 존재했던 주로 주도는 오울루이며 면적은 57,000km2, 인구는 461,000명(2002년 기준), 인구 밀도는 8.1명/km2이었다. 스웨덴어로는 울레오보리주(스웨덴어: Uleåborgs län)라고 부른다. 라피주와 서수오미주, 동수오미주, 보트니아만과 인접해 있었으며 러시아와 국경을 접하고 있었다.
스웨덴의 지배하에 있던 1775년에 신설되었다. 러시아 제국의 핀란드 대공국 시대였던 1809년부터 1917년까지는 울레아보르크현(러시아어: Улеаборгская губерния)이라고 불렀다. 2010년 1월 1일 행정 구역 개편으로 인해 폐지되었다.

## 지역
오울루주는 다음과 같이 2개 지역으로 나뉘었다.
- 북포흐얀마 지역 (Pohjois-Pohjanmaan maakunta)
- 카이누 지역 (Kainuun maakunta)